# Травень
- I Січень
- II Лютий

- III Березень
- IV Квітень
- V Травень

- VI Червень
- VII Липень
- VIII Серпень

- IX Вересень
- X Жовтень
- XI Листопад

- XII Грудень

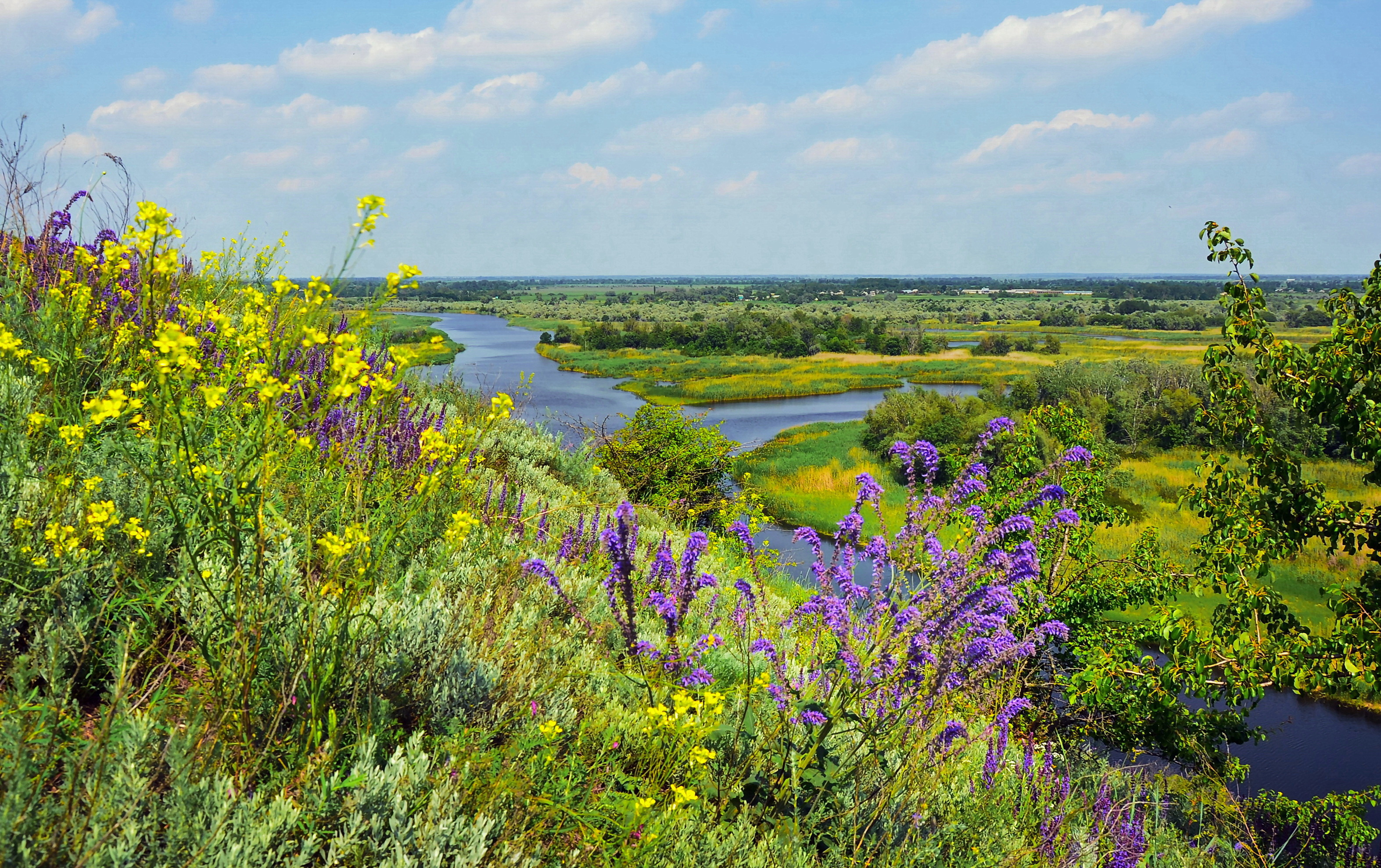
Травневі береги Ворскли

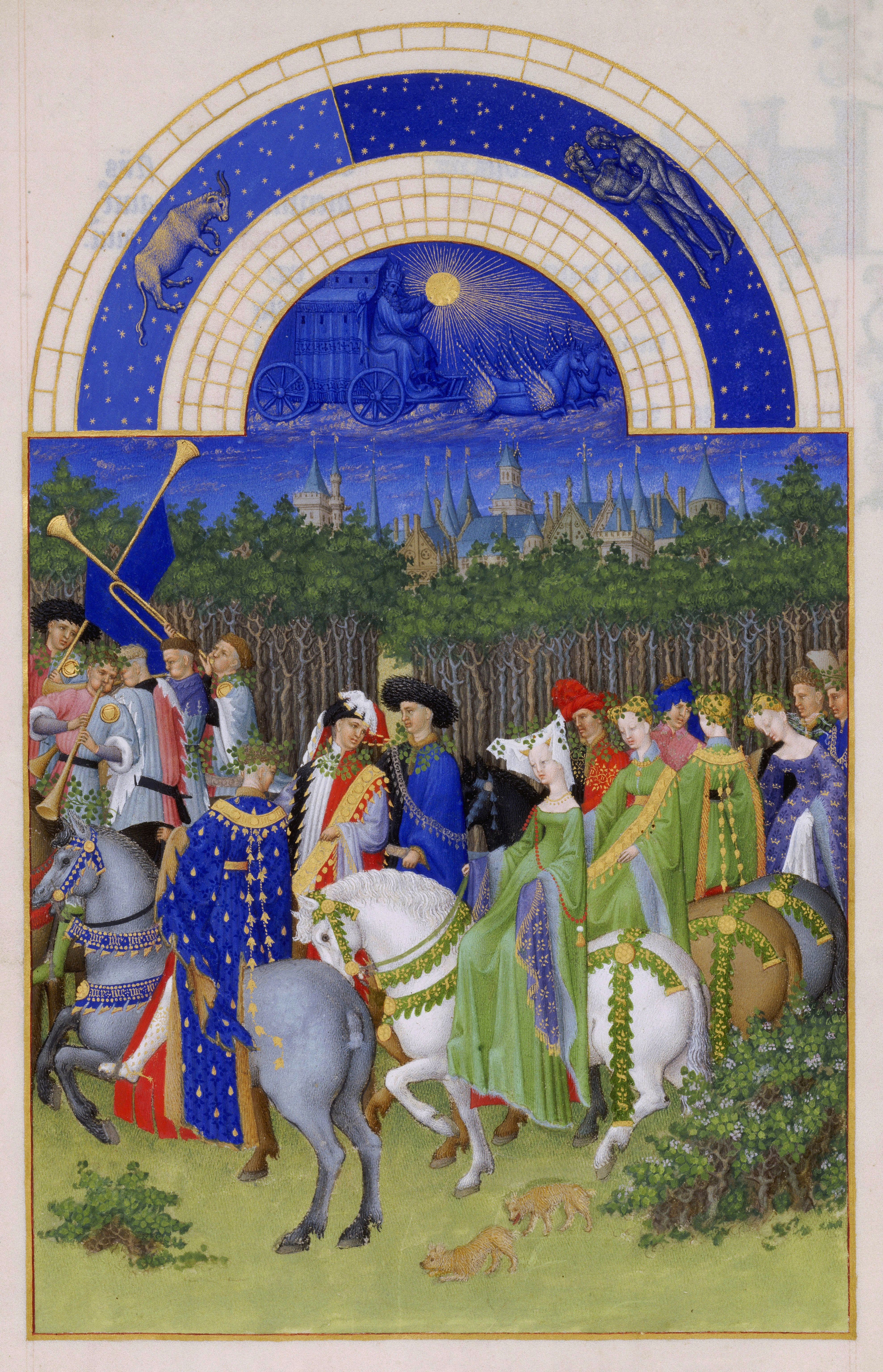
Мініатюра Травень з «Розкішного часослова герцога Беррійського».

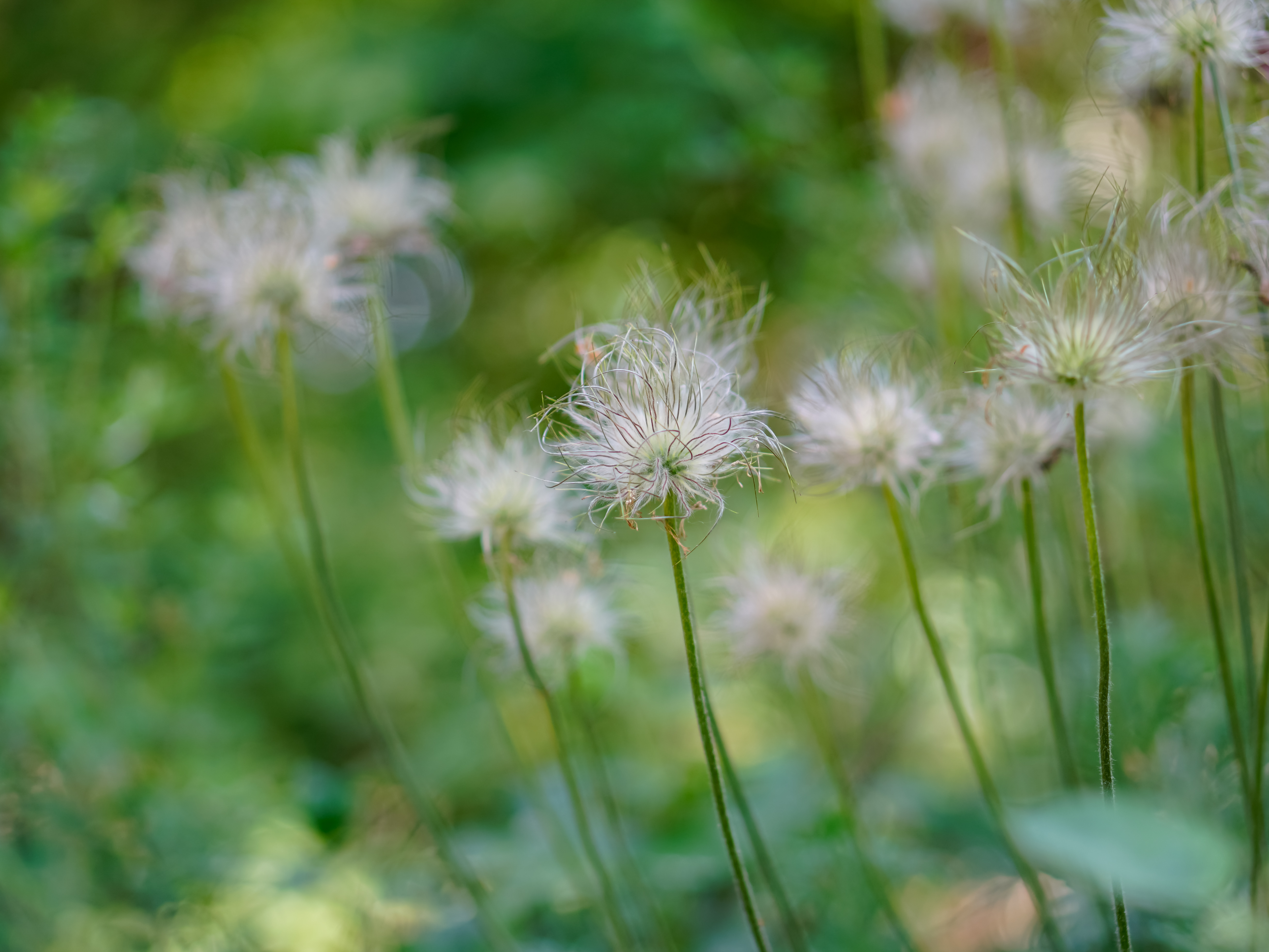
Сон-трава, що починає облітати в травні.

Тра́вень, поет., розм. май — п'ятий місяць року в юліанському та григоріанському календарях. Один із семи місяців, що налічують 31 день.
Травень був третім місяцем року в давньоримському календарі (до реформи Цезаря).

## Назва
Українська назва «травень» пов'язана з травами, що рясно вкривають землю зеленим розмаєм. Можливо, саме прасл. *travьnь (від *trava — «трава») було первісним найменням п'ятого місяця в давньослов'янському календарі. У білоруській мові побутує співзвучна назва травень, яка вживається поряд із май. Того ж походження старослов'янське наймення трѣвенъ, а також старопольське — trawień (сучасне пол. maj). У хорватській мові словом travanj називають квітень. Подібні назви квітня вживалися в сербській (лажитрава) і македонській (тревен) мовах. Словенський народний місяцелік, що вживається паралельно з офіційним латинським, позначає квітень і травень як mali traven і veliki traven відповідно.
Слово «травень» (у написаннях: травьнъ, травнъ) трапляється в давньокиївських писемних пам'ятках, зокрема в Крилоському Євангелії та Студійському уставі, перекладеному в Києві близько 1070 року. Сучасне написання травень засвідчене в Путнянському Євангелії II пол. XIII століття.
У руських стародруках XVII—XVIII століть, поряд із давнім найменням травень, згадується назва маи, май.
Слов'янську назву останнього місяця весни — «травень», в Україні офіційно повернено у ХХ столітті.
Зрідка вживана назва «май» запозичена через староцерковнослов'янське і середньогрецьке посередництво (μάϊος) з латинської мови: лат. Maius походить від імені давньоримської богині плодоносної землі й природи Маї. Вже в українській мові це слово стало асоціюватися з омонімічним май («зелень»). У народі маїком називали місяць вересень — за його майже травневе тепло. Латинська назва вживається в більшості мов, у тому числі багатьох слов'янських (пол. і словен. maj, словац. máj, біл., болг. і рос. май, серб. маj/maj, мак. маj).

## Кліматична характеристика в Україні
Середня місячна температура повітря в травні становить 13—17 °C, у Карпатах і горах Криму — 7—12 °C. Заморозки можливі як на поверхні ґрунту, так i в повітрі. Абсолютний мінімум температури складає від 0 до мінус 6 °C, місцями на Сумщині та в гірських районах — до мінус 10 °C, на узбережжі морів — 1—3 °C. Абсолютний максимум — 31—37 °C, у Криму, на півдні Одещини та Луганщини — до 38—39 °C, у гірських районах — 22—30 °C. Стійкий перехід середньої добової температури повітря через 15 °C, що є кліматичним показником початку літа, відбувається на Закарпатті, півдні та сході України в першій половині, на решті території — у другій половині місяця.
Середня місячна кількість опадів становить 22—60 мм, у західних, Вінницькій областях — переважно 62—81 мм, у гірських та передгірських районах — до 148 мм.

## У фольклорі

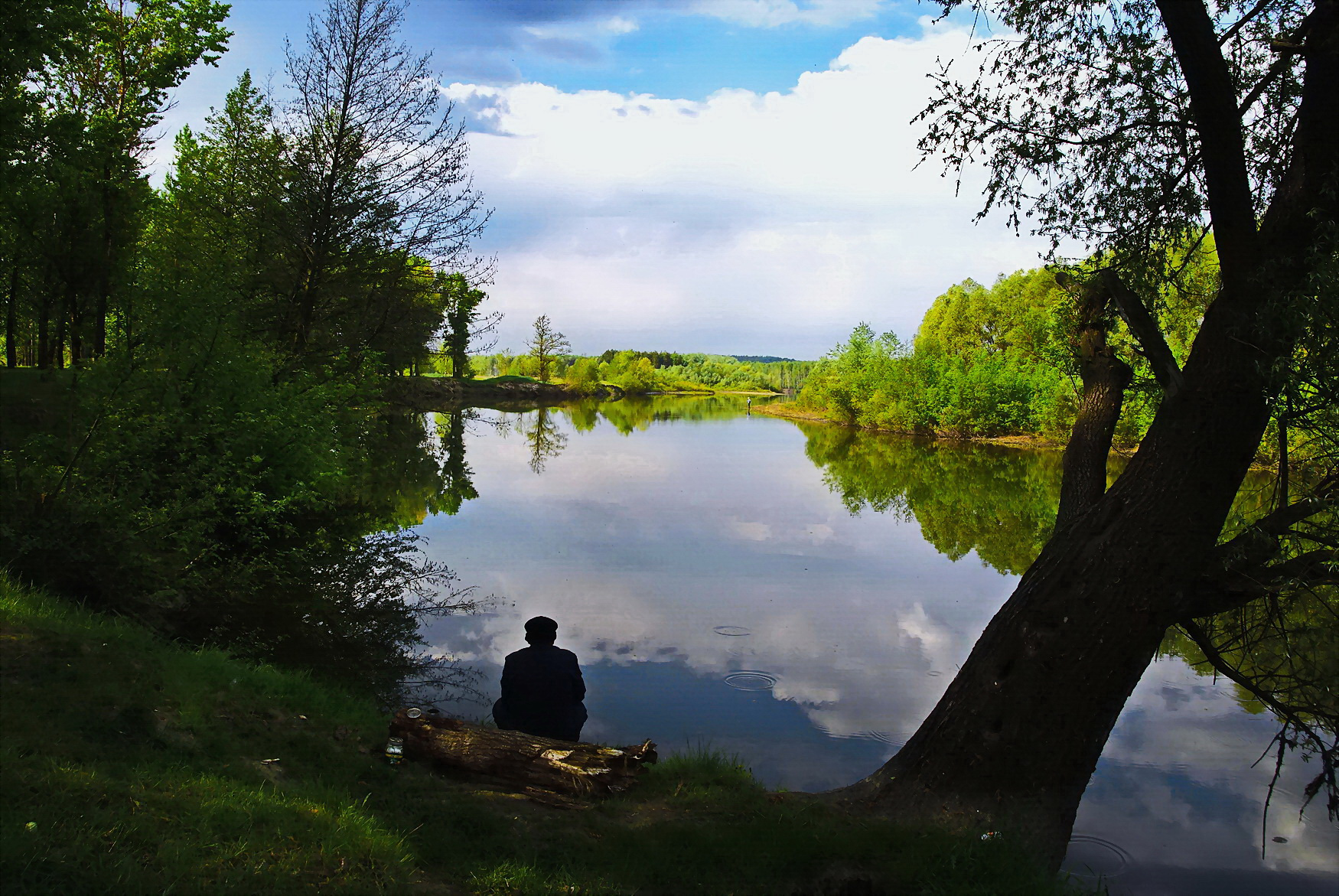
Травень на р. Псел

### Приказки
- Дуб у травні в листя одягається, а скотина трави наїдається;
- Травневий дощ, як з грибами борщ;
- У травні пня вбери, то красним буде;
- Травень ліс прибирає — літо в гості накликає;
- Травень багатий на квіти, а хліб у жовтня позичає;
- Май — волам і коням сіна дай, а сам на піч утікай;
- У маю і баба в раю, як не затанцює, то хоч молодість згадає;
- Соловейко — мала пташка, а май знає;
- На май коровам дай, та й вила ховай;
- Прийде май, то всяк собі дбай;
- У маю розумний жениться, а дурна заміж іде; а в жовтні розумна заміж іде, а дурний жениться.

### Прикмети
- Якщо травень холодний, то не будеш голодний — рік буде хлібородний;
- Якщо початок травня холодний, то наприкінці місяця буде тепло, і навпаки;
- Травень холодний — посів ярини ранній;
- Як у травні дощ не впаде, то і золотий плуг не виоре;
- У травні оженився, то вік журився;
- Дощ у травні — врожай справний;
- Як у травні дощ і грім — буде радість людям всім;
- Як випадуть у травні три добрих дощі, то вродить хліба на три роки;
- Часті тумани в травні — на мокре літо;
- Якщо в травні часті зірниці — буде добрий урожай;
- Якщо травневий дощ починається великими краплинами, то він ненадовго;
- Хто в маю звінчається, то буде вік маятися;
- Сухий і теплий май — скупий буде врожай;
- Сухий березень, а мокрий май — будуть каша й коровай;
- Сухий марець, мокрий май — буде жито, як той гай;
- Як сухий май, то гроші на хліб дбай;
- Добрий квітень, мокрий май — в клуні в серпні зроблять рай /

Мокрий апріль, а сухий май, то буде в клунях рай (варіант із записів М. Номиса).

## Галерея

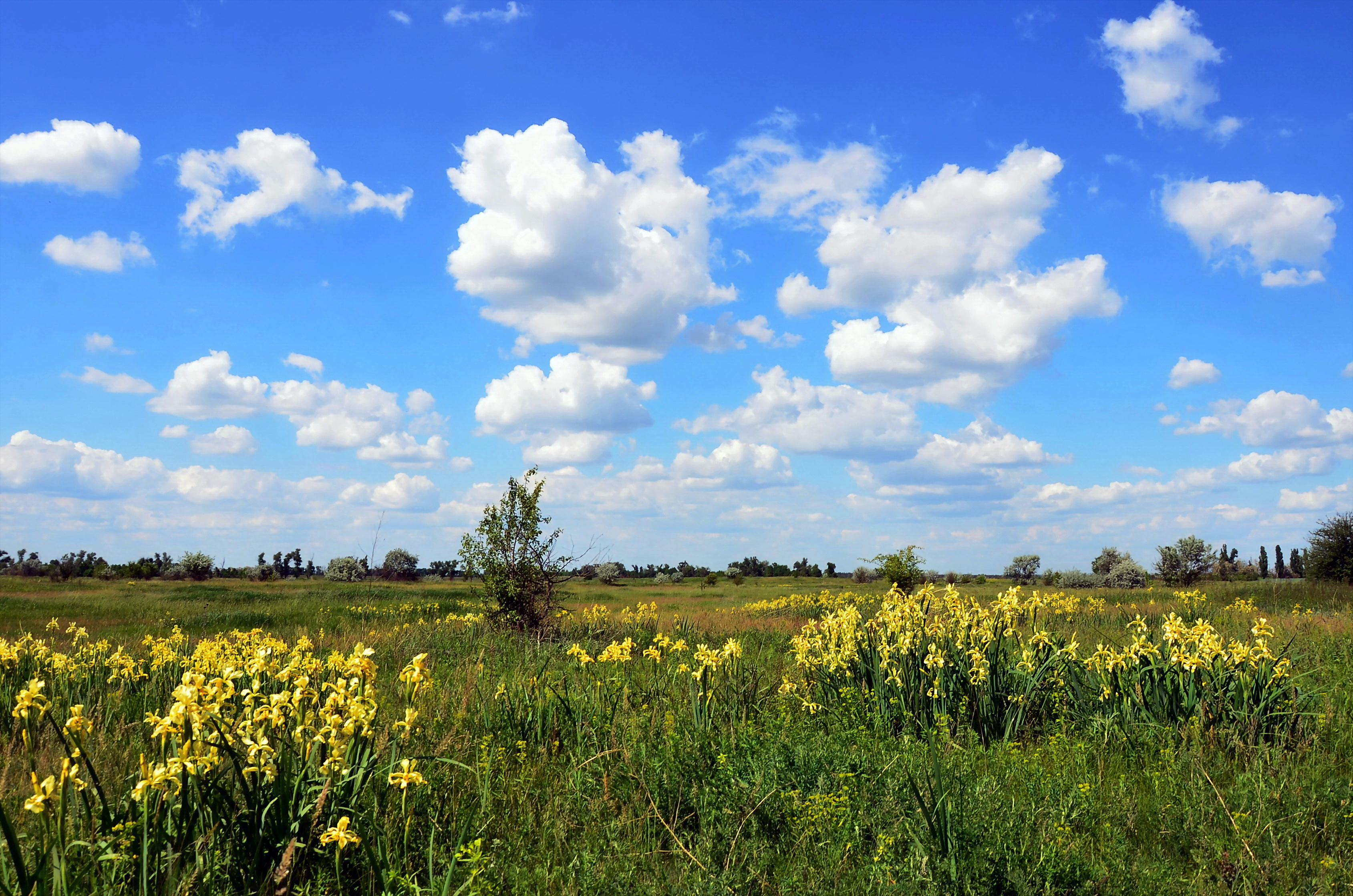
Травневі степ і небо України
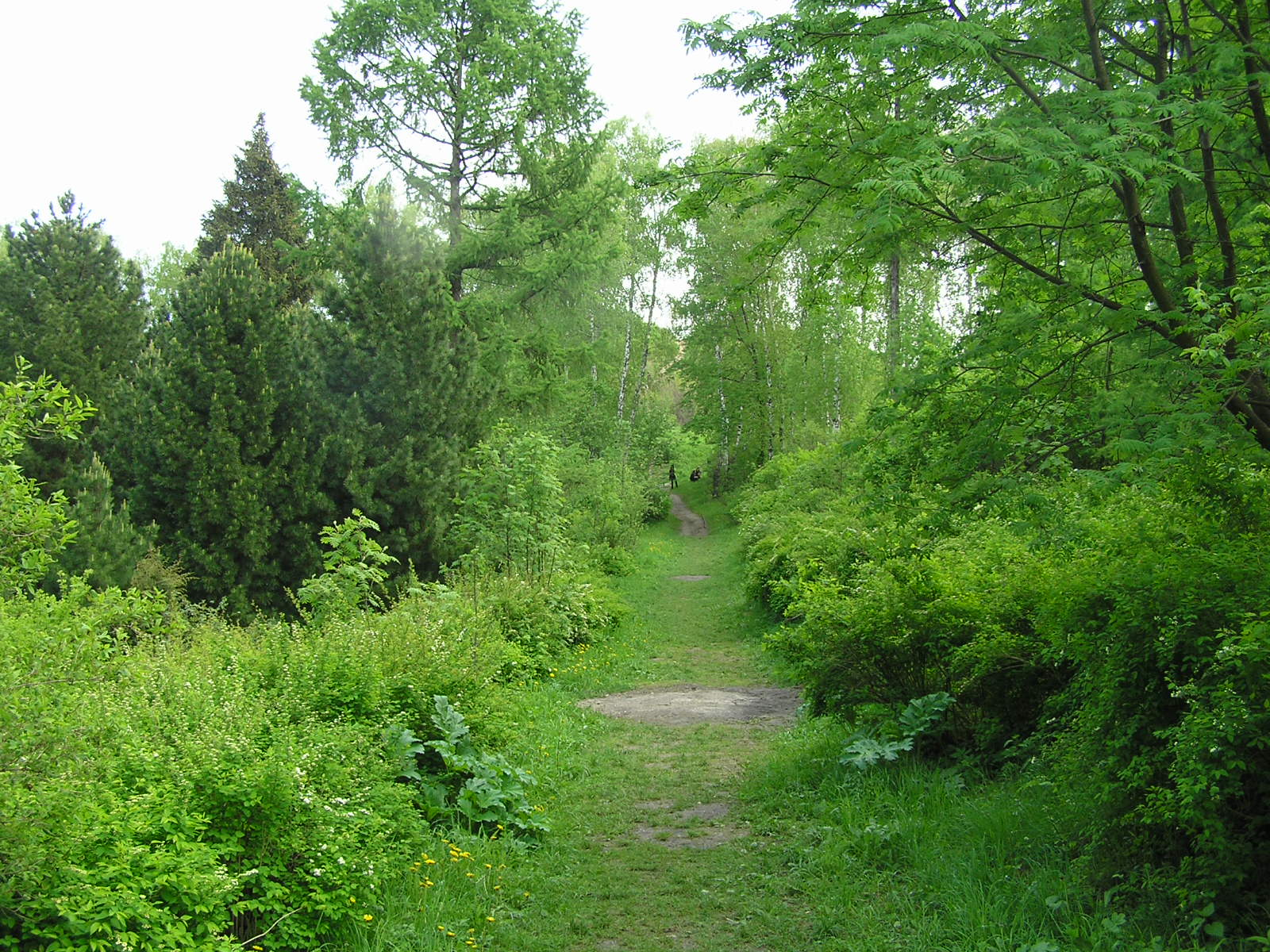
Зелений травень
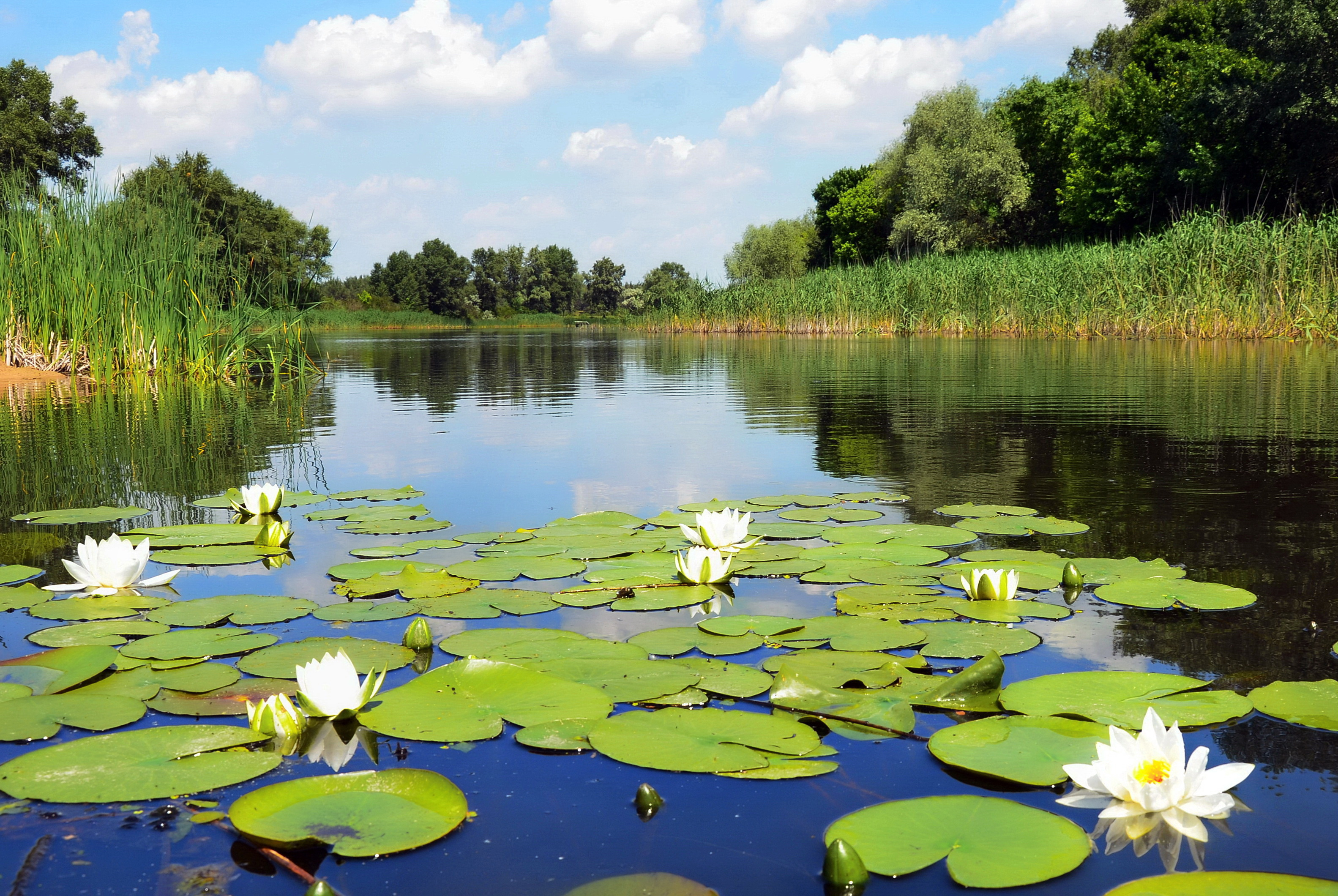
Травень на Орілі
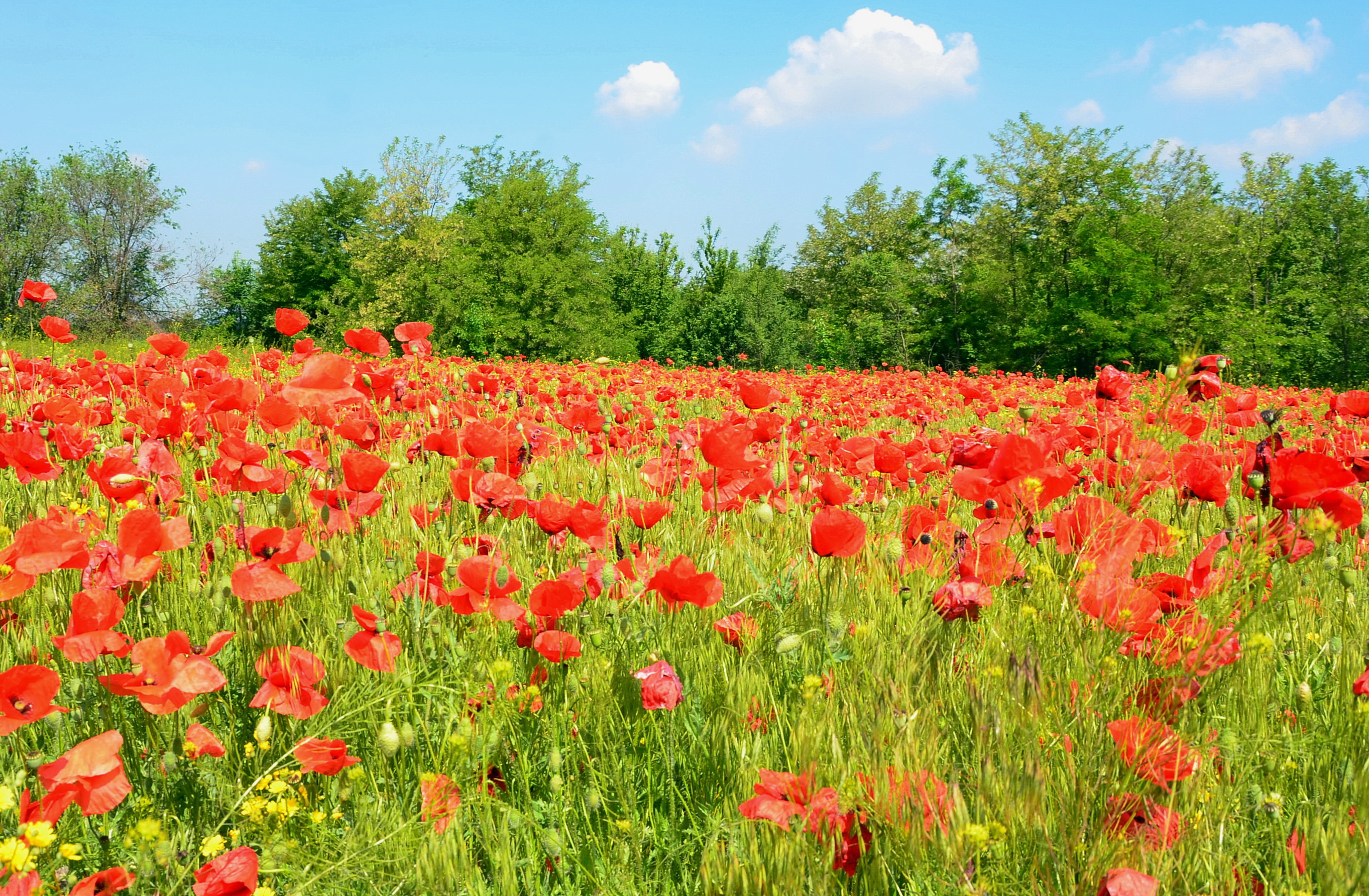
Маки в травні
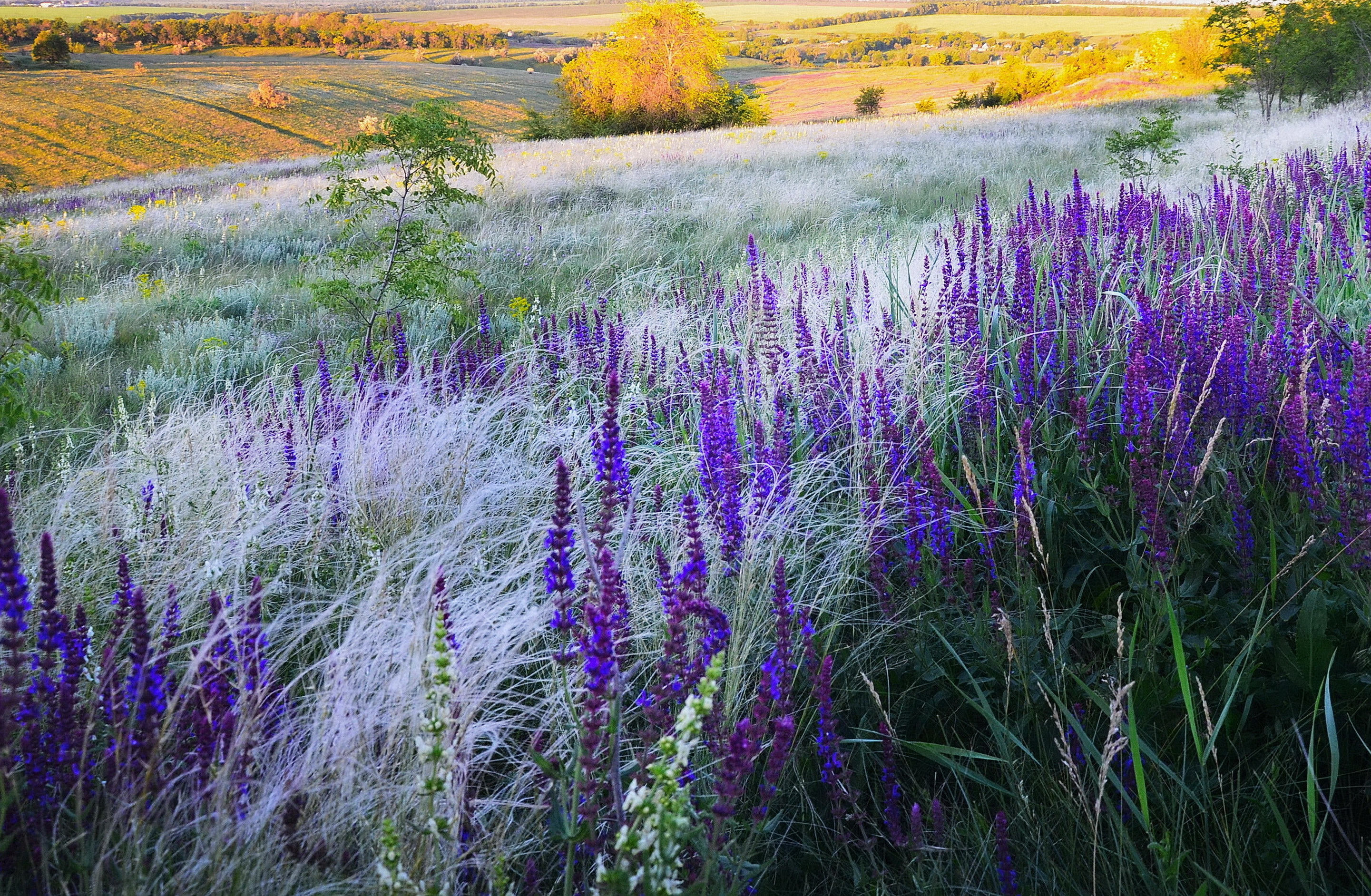
Травень на степових просторах
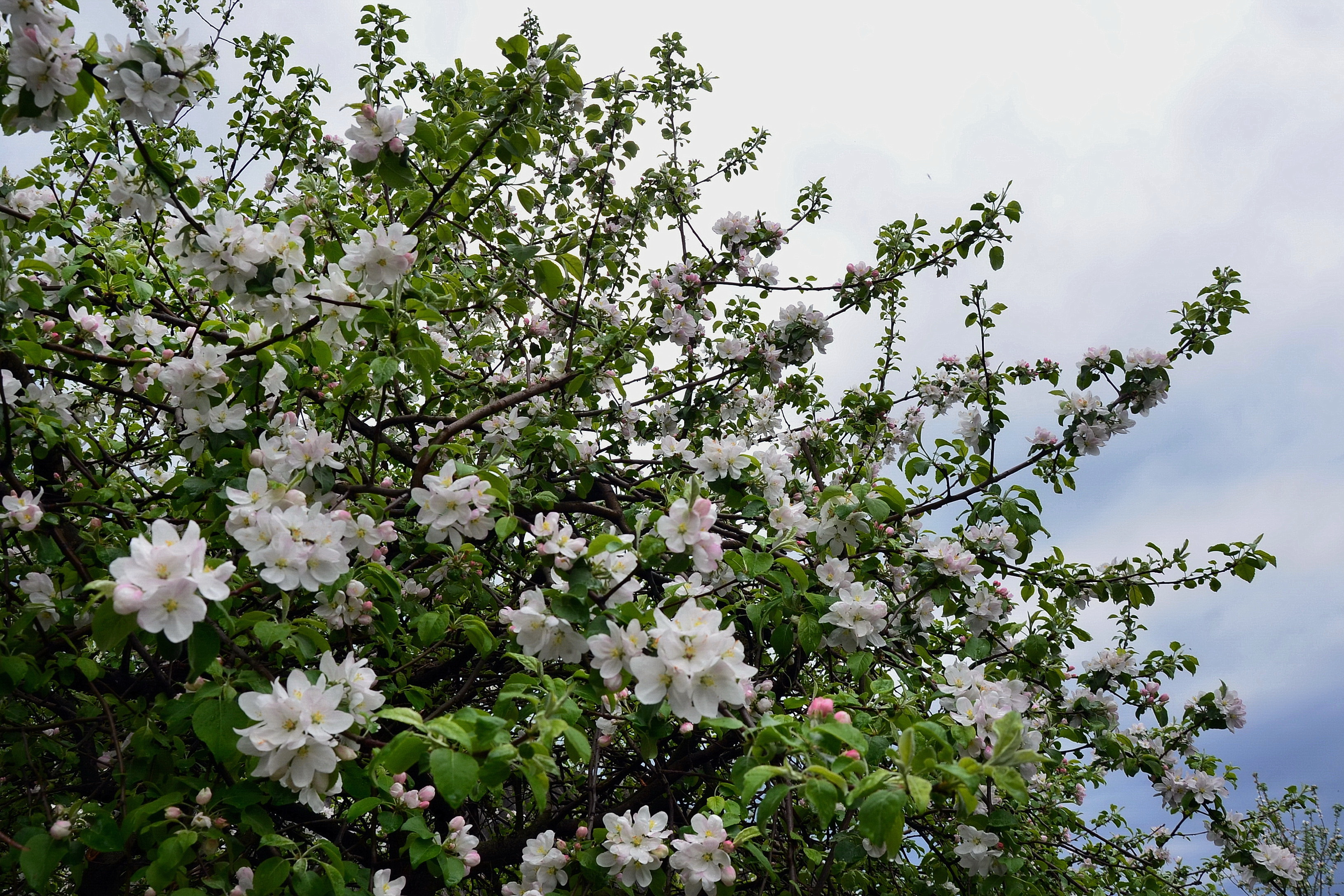
Травневий сад (м. Лебедин).
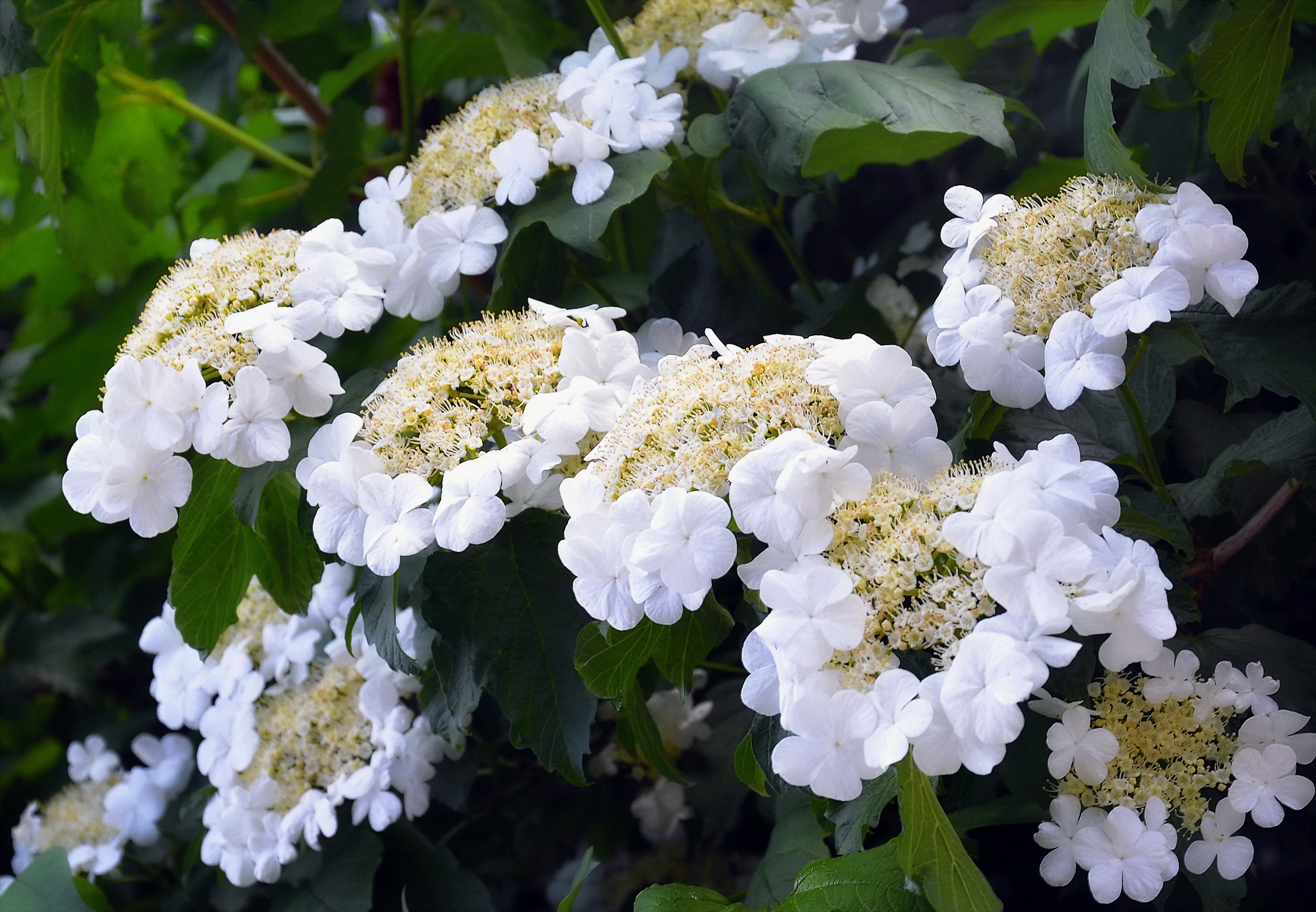
Цвіт калини у травні
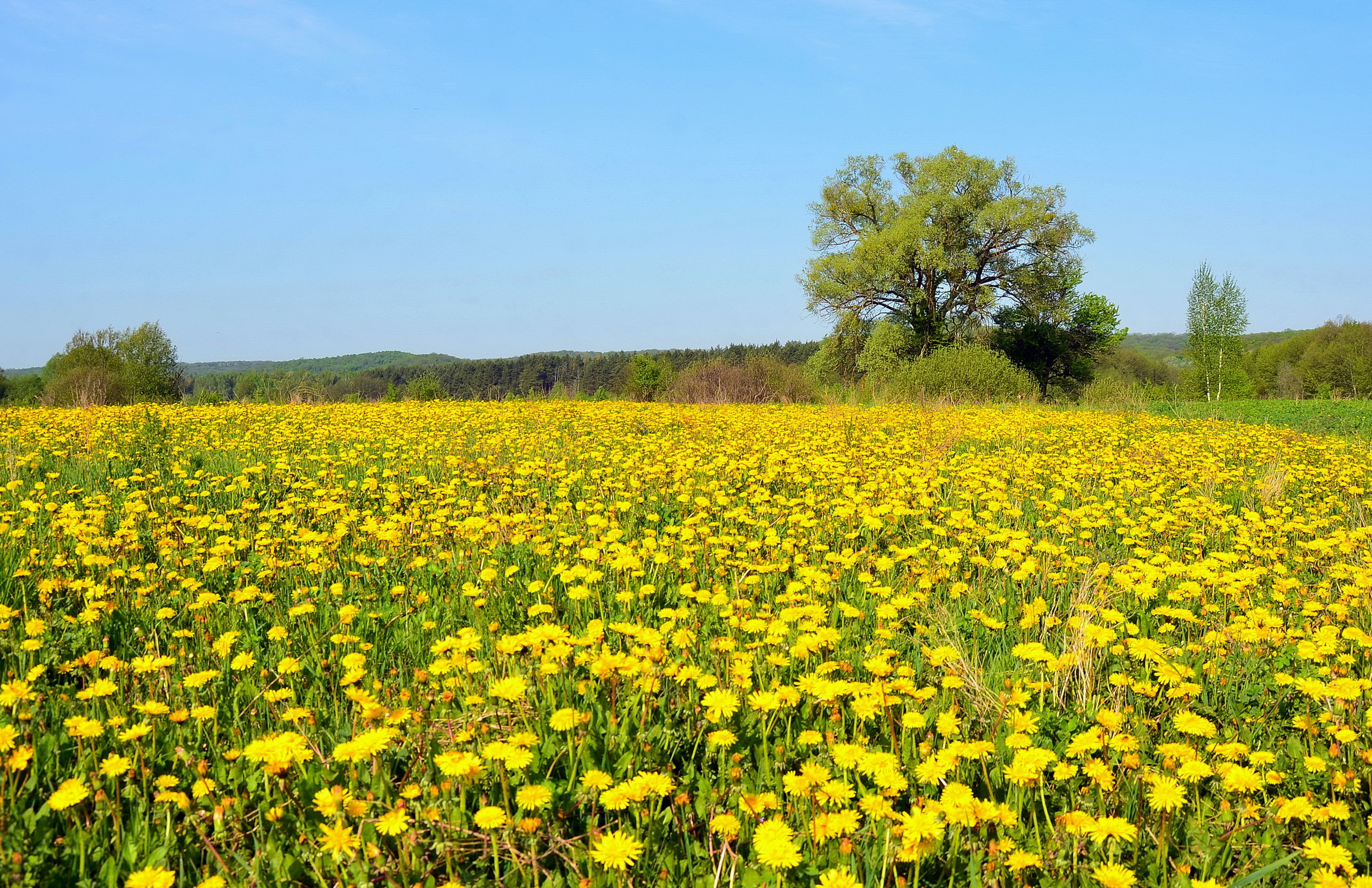
Кульбаба в травні

## Свята і пам'ятні дні

### Офіційні в Україні
- 1 травня
  - Міжнародний день праці
- 6 травня
  - День піхоти
- 8 травня
  - День пам'яті та примирення
- 14 травня
  - День пам'яті українців, які рятували євреїв під час Другої світової війни
- 15 травня
  - Міжнародний день сім'ї
- 18 травня
  - День резервіста України
  - День боротьби за права кримськотатарського народу
- 20 травня
  - День банківських працівників
- 21 травня
  - День міжнаціональної злагоди і культурного розмаїття
- 23 травня
  - День морської піхоти України
- 24 травня
  - День слов'янської писемності і культури
- 25 травня
  - День Державної служби спеціального зв'язку та захисту інформації України
- 29 травня
  - Міжнародний день миротворців

#### Рухомі
- Перша неділя після весняного повного місяця
  - Великдень, або Воскресіння Христове
- Друга неділя травня
  - День матері
- Третій четвер травня
  - День вишиванки
- Третя субота травня
  - День Європи
  - День науки
- Третя неділя травня
  - День пам'яті жертв політичних репресій
- Остання субота травня
  - День працівників видавництв, поліграфії і книгорозповсюдження
- Остання неділя травня
  - День хіміка[15]

### Інші
- 7 травня
  - День калини
- 18 травня
  - День пам'яті жертв геноциду кримськотатарського народу
- 25 травня
  - День шавлії